# 6167 Narmanskij
6167 Narmanskij este un asteroid din centura principală de asteroizi.

## Descriere
6167 Narmanskij este un asteroid din centura principală de asteroizi. A fost descoperit pe 27 august 1979 la Observatorul de Astrofizică din Crimeea de Nikolai Cernîh. El prezintă o orbită caracterizată de o semiaxă mare de 2,40 ua, o excentricitate de 0,20 și o înclinație de 1,6° în raport cu ecliptica.